# 和平土地尊严
和平土地尊严（義大利語：Pace Terra Dignità，缩写为PTD）是意大利的一个左翼政党联盟，由前记者和电视主持人米凯莱·桑托罗创建。该联盟于2023年9月在罗马成立，旨在应对意大利2024年欧洲议会选举。

## 成员
除了个人成员，政党和政治组织也加入该联盟，包括：
- 重建共产党
- 欧洲现实不服从阵线
- 领土公平运动（英语：August 24th Movement）
- 这取决于我们